# Buchnera latibracteata
Buchnera latibracteata är en snyltrotsväxtart som beskrevs av Sidney Alfred Skan. Buchnera latibracteata ingår i släktet Buchnera och familjen snyltrotsväxter. Inga underarter finns listade i Catalogue of Life.